# Jaskinia w Piekle
Jaskinia w Piekle (Jaskinia w Piekiełku) – jaskinia w Dolinie Kondratowej w Tatrach Zachodnich. Wejście do niej znajduje się na południowym zboczu Doliny Małego Szerokiego, w żeberku ograniczającym od zachodu skały Piekła na wysokości 1632 metrów n.p.m. Długość jaskini wynosi 34 metry, a jej deniwelacja 13,50 metra.

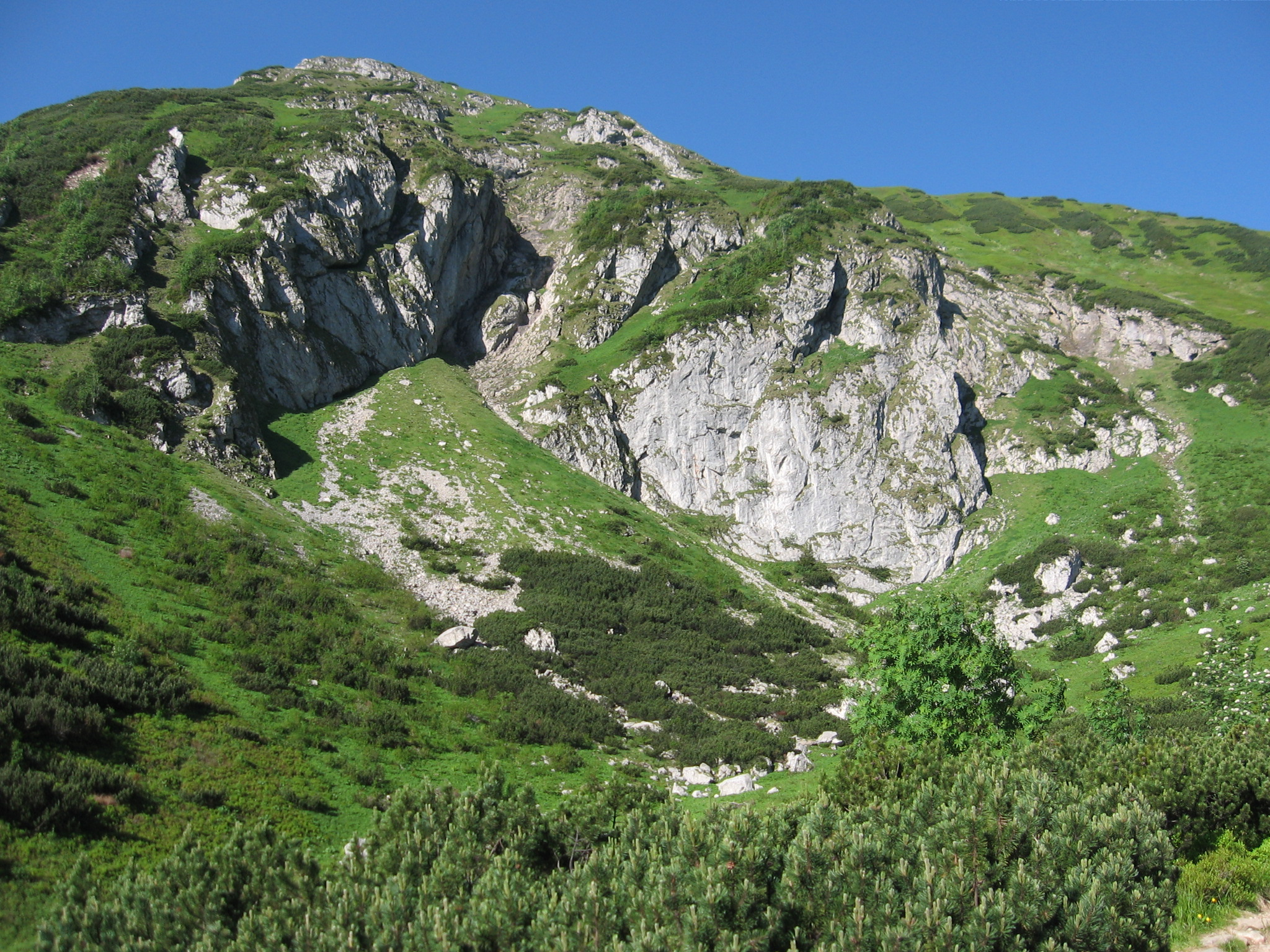
Piekło pod Giewontem

## Opis jaskini
Główną częścią jaskini jest obszerna sala (9 m × 3,5 m × 1,5 m) do której można dostać się z otworu wejściowego pochyłą studzienką o głębokości 3,5 metrów. Z sali odchodzą:
- stromo w dół szczelina zamknięta zawaliskiem.
- zwężający się ciąg prowadzący do studzienki, a z jej dna do małej salki. Stąd:
  - idzie korytarz, który po 6 metrach rozgałęzia się i kończy dalej ślepo.
  - zaczyna się  4-metrowy, błotnisty korytarz[2].

## Przyroda
Ściany jaskini są mokre. W studzience wejściowej rosną mchy, glony oraz porosty.  
Jaskinię zamieszkują nietoperze i gryzonie. 

## Historia odkryć
Jaskinia była prawdopodobnie znana Stefanowi Zwolińskiemu w latach trzydziestych jednak nie ma na ten temat żadnych wzmianek. W 1976 roku byli w niej J. Frączek i B. Noiszewski z Zakopanego. Później została zapomniana. Jej otwór odnalazł w1986 roku K. Dudziński z Zakopanego.